# Platteville (Wisconsin)
Platteville est une ville située dans le comté de Grant dans l'État du Wisconsin, aux États-Unis.
L'université du Wisconsin à Platteville est y située.